# Mitterie (métro de Lille)
La station Mitterie est une station de la ligne 2 du métro de Lille, située à Lille, dans la commune-associée de Lomme. Inaugurée le 1er avril 1989, la station permet de desservir le quartier Mitterie.

## La station

### Situation
Tout comme les stations entre Bourg et Bois Blancs, la station se trouve au bord de l'avenue de Dunkerque dans la commune associée de Lille, Lomme. Elle est implantée à l'intersection entre cette avenue, la rue de Pérenchies et la rue Destombes. La station dessert le quartier Mitterie.
Elle est située sur la ligne 2 entre les stations Maison des Enfants et Pont Supérieur, respectivement à Lille et à Lambersart.

### Origine du nom
La station doit son nom au quartier Mitterie de Lomme que la station dessert.

### Histoire
La station est ouverte le 1er avril 1989 lors de la mise en route de la ligne 1 bis, devenue en 1994 la ligne 2.

### Architecture
Station bâtie sur trois niveaux et disposant d'un accès ainsi que d'un ascenseur en surface.
- niveau -1 : vente et validation des titres
- niveau -2 : choix de la direction du trajet
- niveau -3 : voies centrales et quais opposés

Architecture intérieure
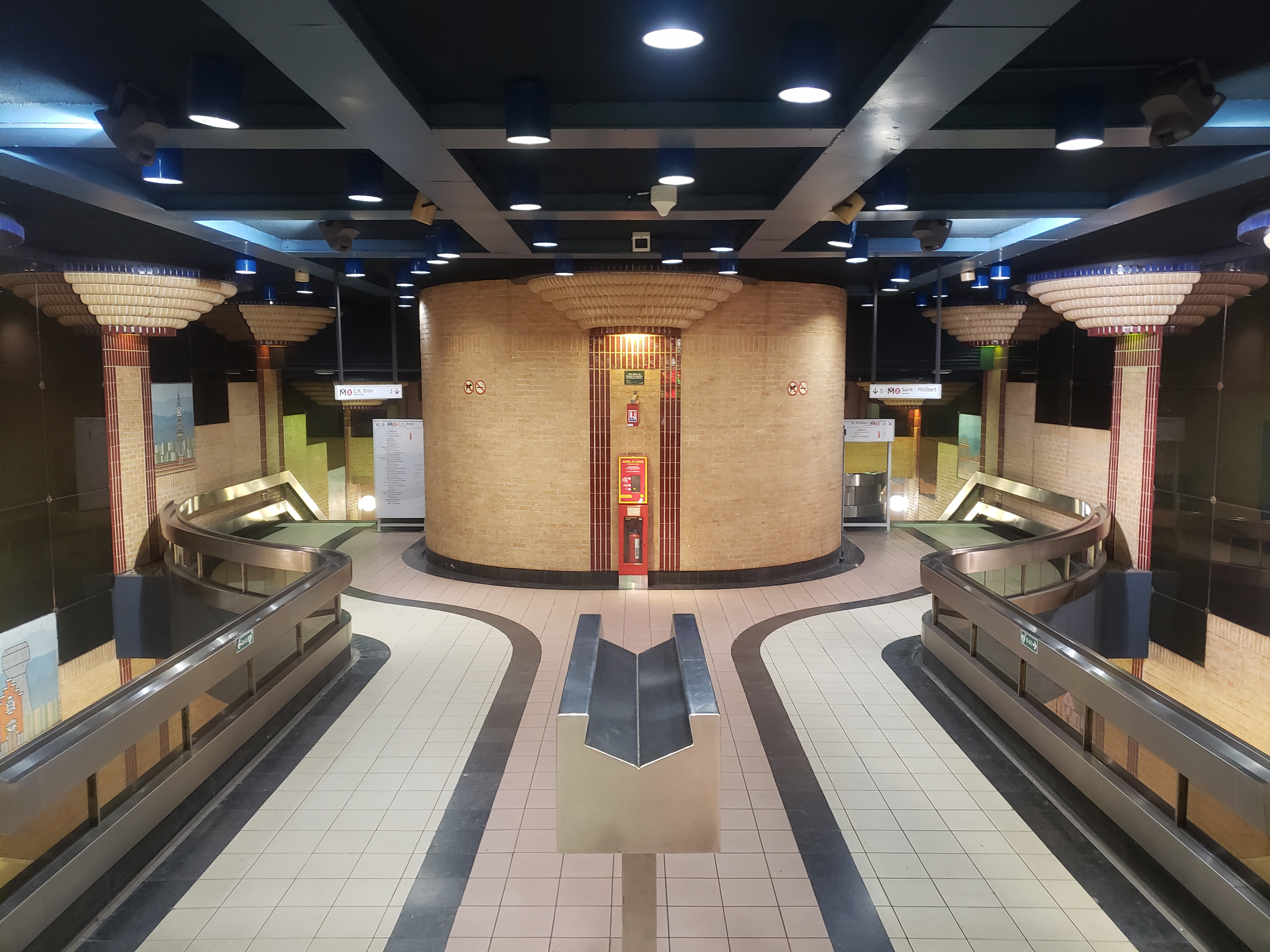
Vue générale de la mezzanine
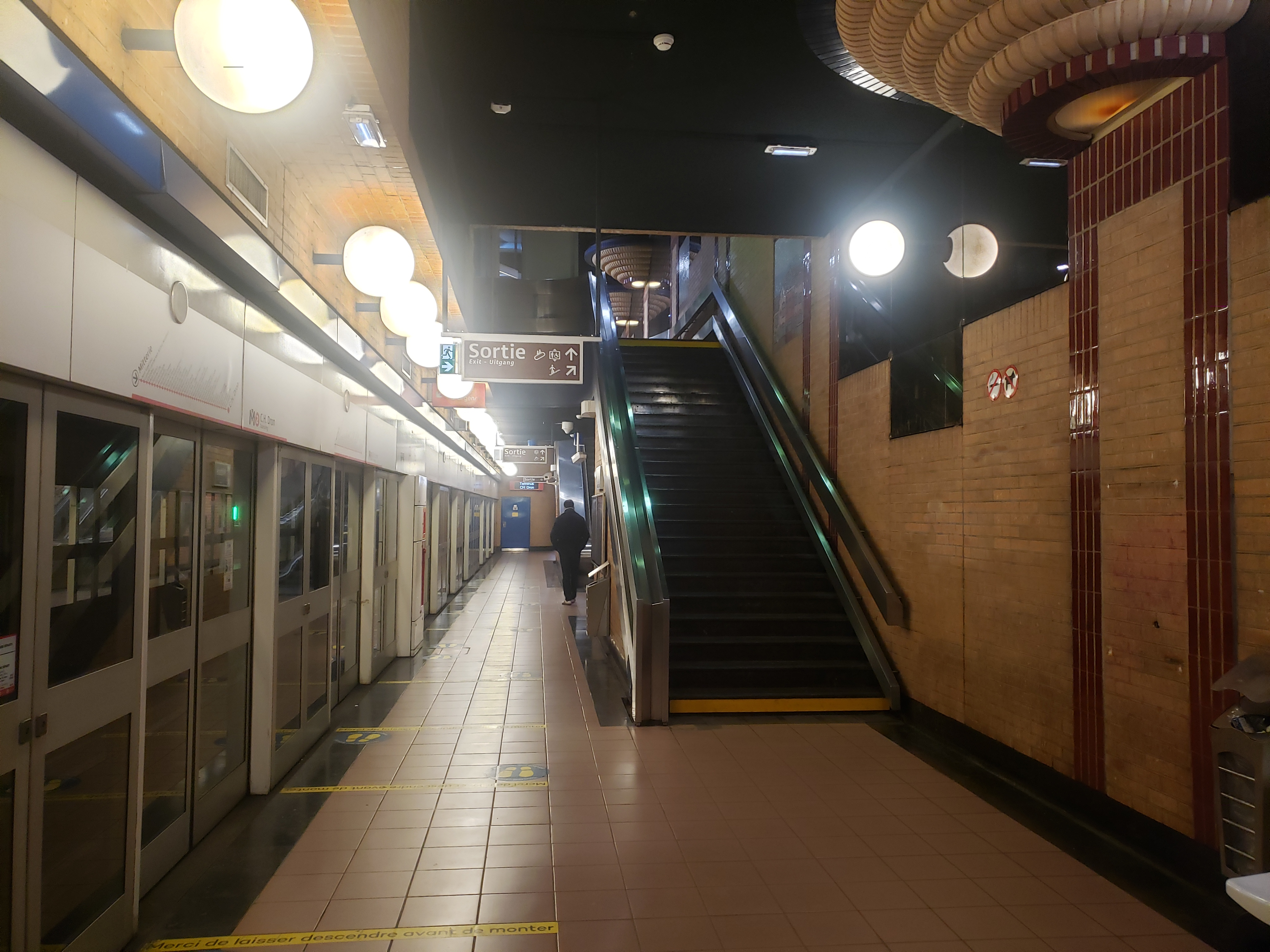
Vue générale du quai (39 mètres) en direction de CH Dron

## Intermodalité
La station n'est desservie par aucune ligne de bus.

## À proximité
- Le quartier de la Délivrance construit par la SNCF pour ses employés de la plateforme multimodale Lille-Délivrance.